# Skogsvinbär
Skogsvinbär (Ribes spicatum) är en växtart i familjen ripsväxter. Skogsvinbär är ganska vanlig i hela Finland, Norge, Sverige och Danmark. De blommar i maj–juni. Växten är ganska vanlig på frisk–fuktig mark. Den växer i skogar, vid bäckkanter och stränder.